# سكوت ريد (لاعب هوكي الجليد)
سكوت ريد هو لاعب هوكي الجليد كندي، ولد في 25 نوفمبر 1976 في غراند براري في كندا.

## وصلات خارجية
- سكوت ريد على موقع دوري الهوكي الوطني (الإنجليزية)
- سكوت ريد على موقع EliteProspects.com (الإنجليزية)
- سكوت ريد على موقع HockeyDB.com (الإنجليزية)